# جغرافیای گینه

موقعیت گینه در آفریقا.

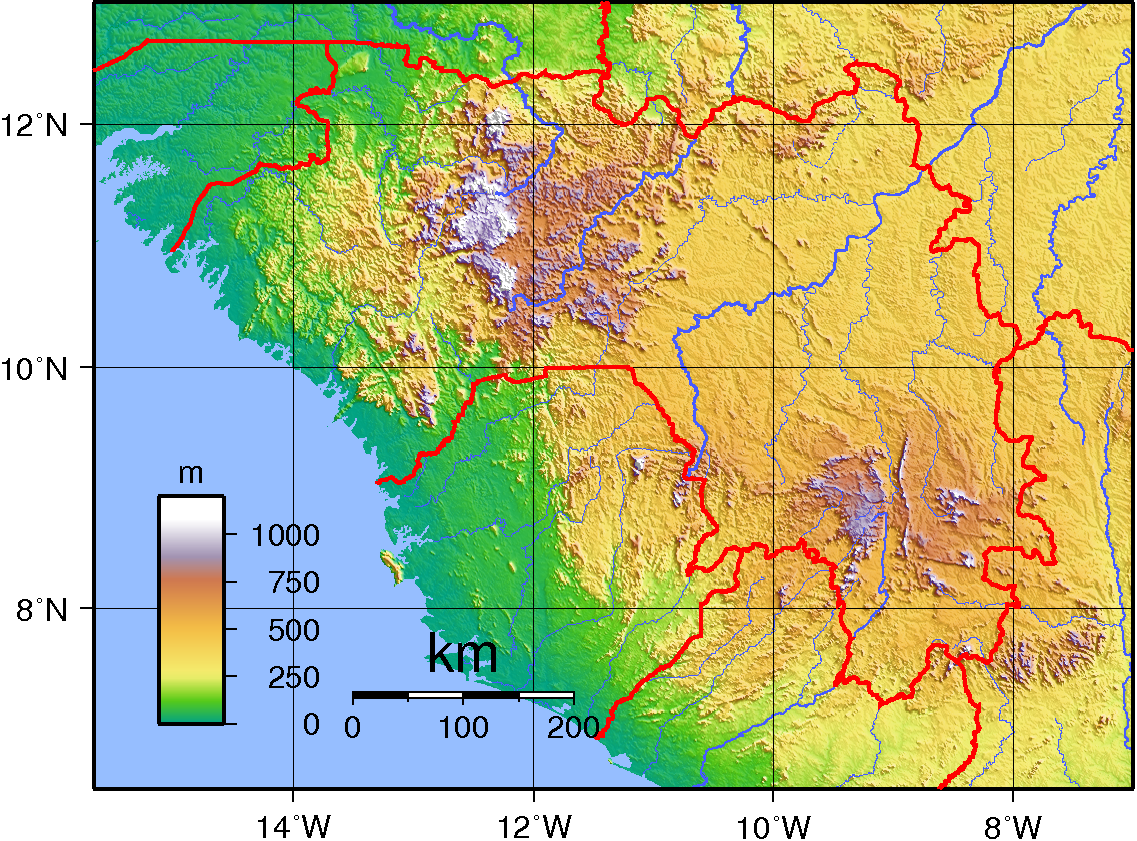
نقشهٔ ناهمواری‌های گینه.

گینه کشوری در سواحل غرب آفریقا در ساحل اقیانوس اطلس. این کشور با گینه بیسائو، سنگال، مالی، ساحل عاج، لیبریا و سیرالئون هم‌مرز است. از غرب نیز به اقیانوس اطلس محدود می‌شود. مساحت این کشور ۲۴۵٬۸۵۷ کیلومتر مربع و جمعیت آن در حدود ۱۳ میلیون نفر است. پایتخت آن شهر کوناکری است.
گینه به چهار منطقه جغرافیایی تقسیم می‌شود: گینه دریایی (گینه سفلی): یک دشت ساحلی که از شمال به جنوب در پشت ساحل امتداد یافته‌است؛ ارتفاعات چراگاهی فوتا جالون (گینه میانه)؛ گرم‌دشت شمالی (گینه علیا)؛ و یک منطقه جنگلی بارانی در جنوب شرقی (گینه جنگلی).
سه رودخانه اصلی غرب آفریقا، یعنی رودهای گامبیا، نیجر و سنگال، از گینه سرچشمه می‌گیرند.
اراضی گینه عموماً جلگه‌ای ساحلی مسطح، و در داخله کشور تپه‌ای تا کوهستانی است. پست‌ترین نقطه این کشور اقیانوس اطلس (۰ متر) و بلندترین آن کوه ریچارد-مولارد (کوه نیمبا) (۱٫۷۵۲ متر) است.

## مناطق چهارگانه جغرافیایی
- گینه سفلی یا گینه دریایی: حدود ۱۸ درصد از خاک گینه را تشکیل می‌دهد و شهرهای کوناکری، کیندیا، کویا، بوکه٬، دوبریکا، بوفا، فوره کاریا، فریا، تله مله در این منطقه قرار دارند و طایفه سْو سْو بیشتر در این ناحیه زندگی می‌کنند.
- گینه میانی یا فوتا جالون: این بخش ۲۰ درصد از خاک گینه را شامل شده و فولاها در این محدوده مستقر می‌باشند. شهرهای مهم این قسمت مامو، دالابا، لابه، توگه، کوبیا، پیتا، للوما، مالی، کوندارا و گاوال می‌باشد.
- گینه علیا: رودخانه مشهور نیجر از آن می‌گذرد. حدود ۴۰ درصد از خاک گینه را تشکیل داده و قوم مالینکه در این بخش متمرکز می‌باشند. شهرهای دابولا، سیگیری، کان کان، دینگیرای، کروسا، فرانا، کیروانی و ماندیانا در این منطقه قرار گرفته‌اند.
- گینه جنگلی: در جنوب غربی گینه قرار گرفته و ترکیبی از طایفه‌های مختلف در آن زندگی می‌کنند. شهرهای زره کوره، بیلا، لولا، ماسانتا، کی سی دوگو، گه که دو و یومو در این محدوده قرار دارند.

## آب و هوا
منطقه ساحلی گینه و بیشتر سرزمین داخلی دارای آب و هوای گرمسیری است، با فصل بارندگی باران‌های موسمی از آوریل تا نوامبر، دمای نسبتاً بالا و یکنواخت، بادهای جنوب غربی و رطوبت زیاد.
میانگین حداکثر دما در طول سال در پایتخت کشور، کوناکری، ۲۹ درجه سانتی‌گراد و کمترین آن ۲۳ درجه سانتی‌گراد است. میانگین بارندگی سالانه در کوناکری ۴۳۰۰ میلی‌متر است. بخش شمالی گینه علیا دارای فصل بارندگی کوتاهتر و تغییرات دمای روزانه بیشتر است. یک فصل خشک (از دسامبر تا مه) با بادهای هارماتان شمال شرقی وجود دارد.

## خاک و منابع طبیعی
این کشور منابع طبیعی فراوانی دارد: علاوه بر پتانسیل برق‌آبی، گینه دارای بخش بزرگی از ذخایر بوکسیت جهان و مقدار قابل توجهی آهن، طلا و الماس است. با این وجود، اقتصاد آن تا حد زیادی بر پایه کشاورزی معیشتی استوار است.
رایج‌ترین جنس خاک یافت شده در گینه لاتریت‌هایی هستند که از آهن و اکسیدهای آلومینیوم هیدراته و سایر مواد تشکیل شده‌اند که اغلب به صورت جوش‌سنگ‌های غنی از آهن شکل گرفته‌اند. خاکهای قهوه‌ای شنی در شمال شرقی غالب هستند، در حالی که خاک‌های سیاه و سنگین رسی در منطقه در امتداد ساحل تجمع می‌یابد. در امتداد رودخانه‌های اصلی خاک‌های آبرفتی وجود دارد. حفاظت خاک برای این کشور بسیار مهم است، زیرا ضخامت لایه اکثر خاک‌ها کم و بارندگی در بیشتر مناطق سنگین است و باعث فرسایش زیاد می‌شود.

## زیست گیاهی و جانوری
ساحل گینه پر از درختان حرا است و دشت ساحلی آن مناسب رشد درختان نخل روغنی است. فوتا جالون عمدتاً کم‌درخت است و درختان در امتداد دره‌های پهن‌تر رودها می‌رویند. پارک ملی بادیار، که به‌طور مشترک با پارک ملی نیوکولو-کوبا در جنوب شرقی سنگال اداره می‌شود، دارای گرم‌دشت (ساوانا) و جنگل است.
در گینه علیا علفزار گرم‌دشتی از چندین گونه علف بلند دیده می‌شود که در فصل بارندگی به ارتفاع ۱٫۵ تا ۳ متر می‌رسند. درختان برگریز در توده‌های پراکنده رشد می‌کنند، اما تعداد کمی از آنها ارزش تجاری دارند. درختان بائوباب و شیا میوه و روغن می‌دهند. بسیاری از جنگل‌های خشک منطقه در پارک ملی نیجر علیا، واقع در مرکز کشور محافظت می‌شود. منطقه جنگلی شامل چندین تکه وسیع از جنگل‌های بارانی با درختان ساج، چوب ماهون و آبنوس است. اما کشاورزی، جنگل‌ها را کاهش داده و منجر به تغییر عمدتاً به سوی گرم‌دشت باز شده‌است.
گینه از نظر جیوانان بزرگ وحشی آفریقایی غنی نیست. بابون‌ها و کفتارها زیادند، در حالی که در طبیعتش گاه گاه گراز وحشی، چندین نوع غزال و نوعی پلنگ نادر دیده می‌شود. تعدادی اسب آبی و یوزپلنگ در رودخانه‌های گینه پایین و بالا زندگی می‌کنند. میمون‌ها، شامپانزه‌ها و برخی گونه‌های نادر پرنده را می‌توان در قسمت جنوبی منطقه جنگلی و نزدیک مرز لیبریا یافت. مارهای سمی شامل مامباها، افعی‌ها و مارهای کبرا هستند و مارهای پیتون و انواع مارهای بی‌خطر نیز در منطقه وجود دارد. تمساح‌ها و انواع مختلف ماهی در اکثر رودخانه‌ها یافت می‌شوند.